# Prix Boris Vian
Der Prix Boris Vian ist ein nach Boris Vian: benannter Jazzpreis: aus Frankreich. Er wird seit 1972 alljährlich von der Académie du Jazz in Paris für das beste Jazz-Album eines französischen Musikers verliehen. 
Es gibt auch einen gleichnamigen Preis für Amateurmusiker beim Festival Jazz à Vian in Ville-d’Avray.
Preisträger:
- 1972 Eddy Louiss: Our kind of Sabi
- 1973 Eddy Louiss, Ivan Jullien: Porgy and Bess
- 1974 Michel Portal: Michel Portal Unit à Chateauvallon
- 1975 Perception: Mestari
- 1976 Michel Sardaby: Gail
- 1977 François Jeanneau: Techniques Douces
- 1978 Jef Gilson: Europamerica
- 1979 Patrice Caratini, Marc Fosset: Boîte à musique
- 1980 Didier Levallet: Swing String System
- 1981 Stéphane Grappelli, Martial Solal: Stephane Grappelli/Martial Solal
- 1982 Steckar Tubapack: Steckar Tubapack
- 1983 Jean-Pierre Debardat, Patrice Caratini De Luxe Endeka
- 1984 Olivier Hutman: Six Songs
- 1985 Michel Petrucciani: 100 Hearts
- 1986 Jean-Loup Longnon: Bigband Torride
- 1987 Eddy Louiss: Sang mêlé
- 1988 Patrice Caratini Onztet: Viens dimanche
- 1989 Barret/Aldo Romano/Henri Texier: Barret/Romano/Texier
- 1990 Christian Escoudé: Octet
- 1991 Manuel Rocheman:  Trio urbain
- 1992 Arnaud Mattei: Nonet Kamala
- 1993 Gérard Badini: Super Swing Machine Meets Claude Debussy, Henri Texier Azur Quartet: An Indian’s week
- 1994 Martial Solal: Martial Solal improvise pour France Musique
- 1995 Jacky Terrasson: Jacky Terrasson
- 1996 Orchestre National de Jazz: unter Laurent Cugny: Reminiscing
- 1997 Michel Portal, Richard Galliano: Blow up
- 1998 Henri Texier Azur Quintet: Mosaic Man
- 1999 Alain Jean-Marie: Afterblue
- 2000 Michel Graillier, Riccardo Del Fra: Softtalk
- 2001 BFG (Emmanuel Bex, Glenn Ferris, Simon Goubert) Here and Now
- 2002 Stephan Oliva, François Raulin: Sept Variations sur Lennie Tristano
- 2003 Lionel Belmondo, Stéphane Belmondo: Hymne au soleil
- 2004 Patrick Artero: 2 Bix but not too Bix
- 2005 Laurent Coq: Spinin
- 2006 Pierrick Pédron: Deep in a dream
- 2007 Andy Emler: Megaoctet West in Peace
- 2008 Hervé Selin: Marciac-New York express
- 2009 Stéphane Guillaume: Windmills Chronicles
- 2010 Géraldine Laurent: Around Gigi
- 2011 Michel El Malem: Reflets
- 2012 Pierrick Pedron: Kubic’s Monk
- 2013 Amazing Keystone Big Band: Pierre et le loup
- 2014 Stéphane Kerecki: Nouvelle vague
- 2015 Géraldine Laurent: At Work
- 2016 Laurent Courthaliac: All My Life
- 2017 Laurent de Wilde: New Monk Trio
- 2020 Diego Imbert: & Alain Jean-Marie: Interplay
- 2021 Belmondo Quintet: Brotherwood
- 2022 Stéphane Kerecki: Out of the Silence